# Linda Chung
Pour les articles homonymes, voir Chung.
Linda Chung Ka-yan (鍾嘉欣 en chinois), née le 9 avril 1984 à Maple Ridge en Colombie-Britannique, est une actrice et chanteuse sino-canadienne. Elle a remporté Miss Chinese International de 2004 (en). Elle a produit quatre albums studio de 2008 à 2012.